# نظام غذائي منخفض الكربون

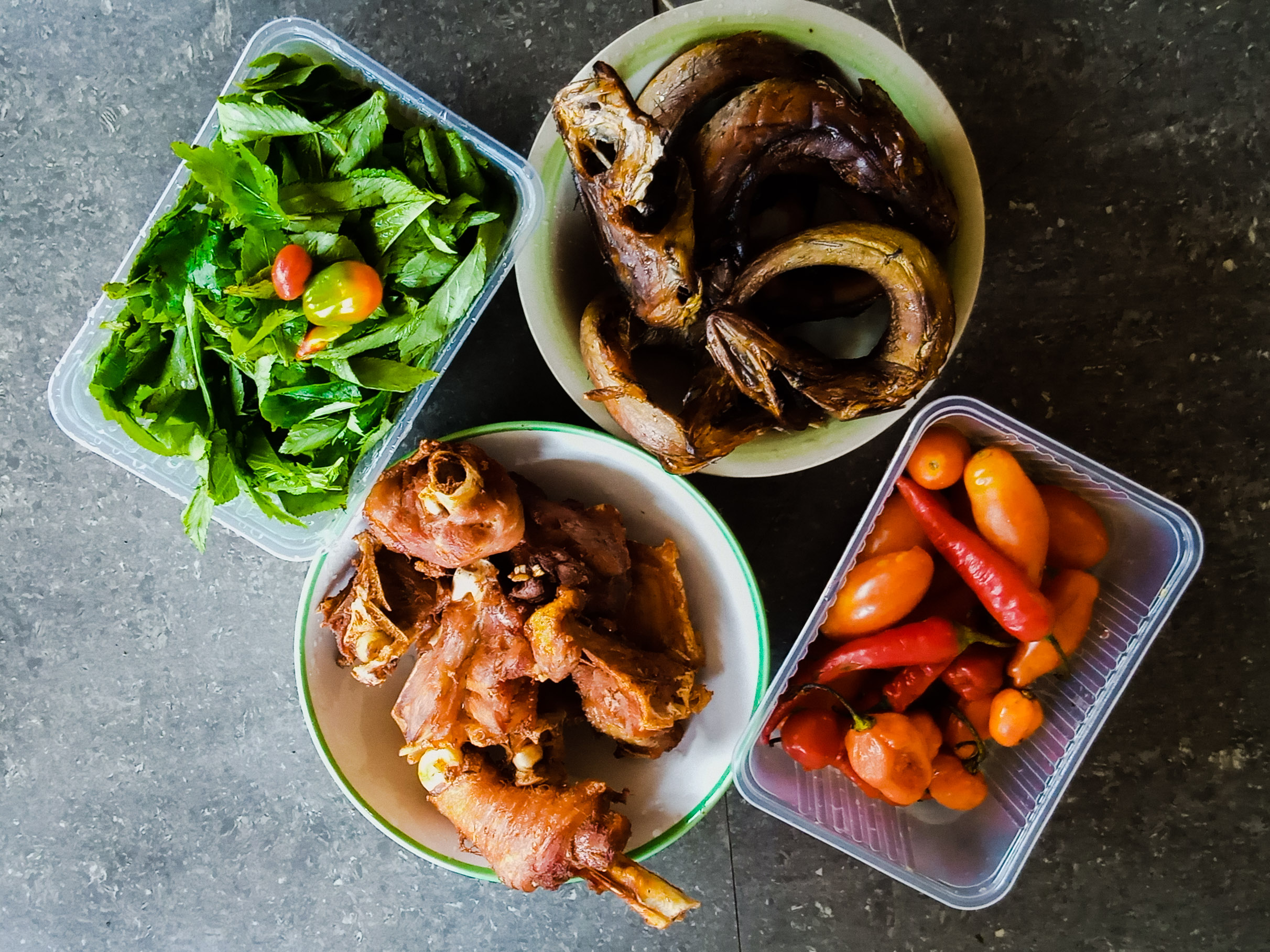
الخضروات منخفضة الكربون مقارنة باللحوم.

يشير مصطلح النظام الغذائي منخفض الكربون إلى اتخاذ الأكل الأخلاقي ونمط الحياة المتعلقة باستهلاك الغذاء التي تسمح بتقليل انبعاثات غازات الاحتباس الحراري (GHGe). يعد اختيار نظام غذائي منخفض الكربون أحد جوانب تطوير نظام غذائي مستدام مما يزيد من الاستدامة البشرية على المدى الطويل.
تشير التقديرات إلى أن نظام الغذاء في الولايات المتحدة مسؤول عن 20 بالمائة على الأقل من غازات الاحتباس الحراري في الولايات المتحدة. من غازات الدفيئة الناتجة عن صناعة المنتجات الغذائية قد يكون هذا التقدير منخفضًا، حيث إنه يحسب فقط المصادر المباشرة لانبعاثات غازات الدفيئة. غالبًا ما لا يتم احتساب المصادر غير المباشرة، مثل الطلب على المنتجات من البلدان الأخرى. يقلل النظام الغذائي منخفض الكربون الانبعاثات المترتبة عن الإنتاج، التغليف، تجهيز الأغذية التجهيز، النقل، التحضير ونفايات الطعام. تشمل المبادئ الرئيسية للنظام الغذائي منخفض الكربون تناول كميات أقل من اللحوم و منتجات الألبان الصناعية، تناول الأطعمة المزروعة محليًا وموسميًا، تناول كميات أقل من الأطعمة المصنعة والمعلبة، وتقليل النفايات من الطعام باستهلاك كميات أقل، إعادة التدوير أو التسميد.